# Maniltoa brevipes
Maniltoa brevipes är en ärtväxtart som beskrevs av Albert Charles Smith. Maniltoa brevipes ingår i släktet Maniltoa och familjen ärtväxter. Inga underarter finns listade i Catalogue of Life.